# Філіпп д'Ансельм
Філіпп Анрі Жозе д'Ансельм (фр. Philippe Henri Joseph d'Anselme; 30 серпня 1864, Ворепп — 26 березня 1936, Париж) — французький військовик, дивізійний генерал, учасник Першої світової війни.

## Біографія
У 1883–1885 роках вчився у військовій школі Сен-Сір. Почав військову кар'єру у званні молодшого лейтенанта (1885). Служив в окупованому Францією Марокко. Першу світову війну зустрів у званні полковника, до кінця війни дослужився до дивізійного генерала. Командував французько-грецьким корпусом на Балканах. У вересні 1918 року став командиром 1-ї армії Дивізіону Схід.
У січні 1919 року очолив французькі окупаційні війська зі штабом в Одесі. Наприкінці січня на початку лютого 1919 року війська Антанти взяли під свій контроль Херсон і Миколаїв. Д'Ансельм підтримував численні місцеві добровольчі загони, не надаючи переваги комусь конкретно. З іншого боку він не приховував свої антибільшовицькі настрої. Згідно з планом, у разі перемоги Антанти Київська, Волинська, Подільська, Полтавська, Чернігівська і частково Харківська губернії відводилася під управління Директорії УНР, а південні території відводилися під управління Директорії, яку контролюватиме Антанта. Проте вже у березні французькі війська покинули Миколаїв і Херсон, а в квітні — Одесу, через неможливість вести активну військову діяльність. Війська передислокувалися в Румунію.
Після війни Філіпп д'Ансельм командував окупаційними французькими військами у Тунісі (1924—1926). 30 серпня 1926 року пішов у запас. Помер 26 березня 1936 року у Парижі.

## Нагороди
- Орден Почесного легіону: кавалер (11/07/08), офіцер (4/10/15), командор (04.18.18), великий офіцер (06/16/20)
- Воєнний хрест 1914–1918  Франція
- Медаль союзників 1914-1918  Франція
- Пам'ятна медаль Великої війни  Франція
- Военний хрест  Бельгія
- Кавалер Ордена Святих Маврикія та Лазаря  Італія
- Кавалер Ордена Лазні  Велика Британія
- Кавалер Ордена Святого Михайла і Святого Георгія  Велика Британія